# Maldred di Allerdale
Máel Doraid mac Crínáin, forse una storpiatura di Máel Coluim mac Crínáin, comunemente Maldred di Allerdale (... – Dunkeld, 1045), è stato un nobile scozzese, fratello di re Duncan I di Scozia.

## Vita

### Origini e ascesa
Era figlio secondogenito di Crinán di Dunkeld, uno dei più influenti nobili scozzesi del tempo, e di Bethoc, principessa figlia di re Malcolm II. Suo fratello maggiore era Duncan, in seguito re di Scozia dopo la morte del nonno in virtù della discendenza da sua figlia Bethoc.

La regione della Cumbria, con il distretto di Allerdale, principale dominio di Maldred, evidenziato in rosso.

Non si sa molto della sua vita. Le prime notizie certe si hanno solo dopo la presa del potere da parte del fratello, quando ricevette numerose terre in Cumbria, secondo alcune fonti venendone addirittura elevato a re (forse confuso col nipote Malcolm, o viceversa). Divenne anche reggente della regione dello Strathclyde, sempre per conto del fratello.
Venne infine creato mormaer (conte) di Allerdale, l'unico titolo storicamente accertato, il quale è rimasto legato al suo nome.

### Caduta e morte
Dopo la morte del fratello in battaglia nel 1040 e la salita al trono del nuovo re Macbeth il casato dei Dunkeld, guidato da Crinán e Maldred, fu in stato di costante ribellione per far valere i diritti al trono di Malcolm Canmore, figlio di Duncan I.
La situazione si protrasse fino al 1045, quando Macbeth attaccò la roccaforte di Dunkeld e li sconfisse in battaglia, ponendo momentaneamente fine alla minaccia interna. Crinán e Maldred morirono negli scontri, mentre Malcolm e suo fratello Donald furono costretti a fuggire per salvarsi.

## Discendenza
Maldred si sposò con Ealdgyth, figlia del conte di Northumbria Uchtred l'Ardito, e con lei ebbe due figli:
- Gospatric, conte di Northumbria, di Bernicia e capostipite dei conti di Dunbar;
- Maldred, da cui discese la nobile famiglia inglese dei Neville.

## Ascendenza
|                      |                      |                     | Genitori |  |  | Nonni |  |  | Bisnonni |  |  | Trisnonni |  |
|                      |                      |                     |          |  |  |       |  |  | …        |  |  | …         |  |
|                      |                      |                     |          |  |  |       |  |  | …        |  |  | …         |  |
|                      |                      | …                   |          |  |  |       |  |  | …        |  |  |           |  |
| …                    |                      |                     |          |  |  |       |  |  | …        |  |  |           |  |
|                      |                      | …                   | …        |  |  |       |  |  |          |  |  |           |  |
|                      |                      | …                   | …        |  |  |       |  |  |          |  |  |           |  |
|                      |                      | …                   | …        |  |  |       |  |  |          |  |  |           |  |
| Crinán di Dunkeld    |                      | …                   |          |  |  |       |  |  |          |  |  |           |  |
|                      |                      | …                   | …        |  |  |       |  |  |          |  |  |           |  |
|                      |                      | …                   | …        |  |  |       |  |  |          |  |  |           |  |
|                      |                      | …                   | …        |  |  |       |  |  |          |  |  |           |  |
| …                    |                      | …                   |          |  |  |       |  |  |          |  |  |           |  |
|                      |                      | …                   | …        |  |  |       |  |  |          |  |  |           |  |
|                      |                      | …                   | …        |  |  |       |  |  |          |  |  |           |  |
|                      |                      | …                   | …        |  |  |       |  |  |          |  |  |           |  |
| Maldred di Allerdale |                      | …                   |          |  |  |       |  |  |          |  |  |           |  |
|                      | Kenneth II di Scozia | Malcolm I di Scozia |          |  |  |       |  |  |          |  |  |           |  |
|                      | Kenneth II di Scozia | Malcolm I di Scozia |          |  |  |       |  |  |          |  |  |           |  |
|                      | Kenneth II di Scozia | …                   |          |  |  |       |  |  |          |  |  |           |  |
| Malcolm II di Scozia | Kenneth II di Scozia |                     |          |  |  |       |  |  |          |  |  |           |  |
|                      |                      | …                   | …        |  |  |       |  |  |          |  |  |           |  |
|                      |                      | …                   | …        |  |  |       |  |  |          |  |  |           |  |
|                      |                      | …                   | …        |  |  |       |  |  |          |  |  |           |  |
| Bethóc di Scozia     |                      | …                   |          |  |  |       |  |  |          |  |  |           |  |
|                      |                      | …                   | …        |  |  |       |  |  |          |  |  |           |  |
|                      |                      | …                   | …        |  |  |       |  |  |          |  |  |           |  |
|                      |                      | …                   | …        |  |  |       |  |  |          |  |  |           |  |
| …                    |                      | …                   |          |  |  |       |  |  |          |  |  |           |  |
|                      |                      | …                   | …        |  |  |       |  |  |          |  |  |           |  |
|                      |                      | …                   | …        |  |  |       |  |  |          |  |  |           |  |
|                      |                      | …                   | …        |  |  |       |  |  |          |  |  |           |  |
|                      |                      | …                   |          |  |  |       |  |  |          |  |  |           |  |

## Eredità culturale
Si ritiene che proprio sulla figura storica di Maldred di Allerdale sia stato basato un omonimo personaggio del ciclo arturiano. Esso appare nel Vita Merlini Sylvestris, un poema epico del XII secolo che illustra le origini di Merlino e che definisce per la prima volta un confine certo tra Scozia e Inghilterra (il fiume Tweed).